# Madatyphlops albanalis
Madatyphlops albanalis — вид змій родини сліпунів (Typhlopidae). Ендемік Мадагаскару.

## Поширення і екологія
Madatyphlops albanalis відомі за типовим зразком, зібраним на острові Мадагаскар.